# Susanne von Klettenberg
Susanne Katharina von Klettenberg (née le 19 décembre 1723 à Francfort-sur-le-Main, morte le 13 décembre 1774 dans la même ville) est une abbesse et écrivain religieux allemande.

## Biographie
Susanne von Klettenberg est la fille du médecin et conseiller municipal Remigius Seiffart von Klettenberg. En 1751, elle se rapproche de Friedrich Karl von Moser pour partager les idées de Nikolaus Ludwig von Zinzendorf et de Friedrich Christoph Steinhofer (de) qui s'est converti un temps, et se consacre aux Frères moraves malgré un esprit prompt à la critique.
Elle fait partie de la famille du père de Goethe et devient amie de sa mère, Catharina Elisabeth Goethe. Elle soigne le jeune enfant au dispensaire de Leipzig en 1768. Goethe est si impressionné par sa tolérance et sa différence religieuse qu'il relate cette expérience dans le chapitre 6 des Années d'apprentissage de Wilhelm Meister : Confession d'une belle âme. Il met plus précisément en scène sa relation entre 1743 et 1747 avec le laïc Johann Daniel Olenschlager.
Elle est l'abbesse de l'église de la Dame Blanche (de) ou de la l'église Sainte-Catherine de Francfort.

## Œuvre
- Der Christ und die Freundschaft, 1754
- Neue Lieder von Fräulein von Klettenberg, 1756

## Sources, notes et références
- (de) Cet article est partiellement ou en totalité issu de l’article de Wikipédia en allemand intitulé « Susanne von Klettenberg » (voir la liste des auteurs).
- (de) Detlev Lüders, « Klettenberg, Susanna Katharina von », dans Neue Deutsche Biographie (NDB), vol. 12, Berlin, Duncker & Humblot, 1980, p. 54 (original numérisé).

- Notices dans des dictionnaires ou encyclopédies généralistes :   - Brockhaus
  - Deutsche Biographie
  - Frankfurter Personenlexikon
- Notices d'autorité :   - VIAF
  - ISNI
  - BnF (données)
  - IdRef
  - LCCN
  - GND
  - CiNii
  - Pays-Bas
  - Israël
  - NUKAT
  - WorldCat